# Bloodworth
Bloodworth (br: O Retorno de Bloodworth) é um filme dramático baseado em um romance de William Gay. O roteiro foi escrito por W. Earl Brown e tem previsão de estréia para 2011 no Brasil. O título do filme aqui no país será O Retorno de Bloodworth e será distribuído pela Sony Pictures Home Entertainment do Brasil, a data pro lançamento será em Julho deste ano e não passará pelas salas de cinemas, somente nas locadoras. A classificação não será de 14 anos como é nos EUA e sim de 16 anos.

## Sinopse
O ano é 1952,  E.F. Cardozo voltou para sua casa - um canto esquecido do Tennessee -. A mulher que ele abandonou desapareceu e seus três filhos são crescidos com raiva. Warren é um alcoólatra mulherengo, Boyd é impulsionada por ciúme de caçar o amante de sua esposa, e Brady coloca feitiços contra seus inimigos da varanda de sua mamãe. Apenas Fleming, o neto do velho, o trata com o respeito dos comandos da sua idade, e vê o passado, todo o ódio a perceber a forma como podem envenenar a alma de um homem. É finalmente o amor da Raven Lee, uma linda beleza de outra cidade, que dá Fleming a coragem de rejeitar essa maldição da família.

## Elenco
- Val Kilmer… Warren Bloodworth
- Kris Kristofferson… E. F. Bloodworth
- Hilary Duff… Raven Lee Halfacre
- Reece Thompson… Fleming Bloodworth
- Dwight Yoakam… Boyd Bloodworth
- Frances Conroy… Julia Bloodworth
- W. Earl Brown… Brady Bloodworth
- Hilarie Burton… Hazel
- Sheila Kelley… Louise Halfacre
- Barry Corbin… Itchy
- Rance Howard… Ira
- Brent Briscoe… Coble
- Afemo Omilami… Sheriff Bellwether
- Hank Williams III… Trigger Lipscomb
- Gill Gayle… Spivey
- Jilon Ghai… Junkyard Man
- Elizabeth Omilami… Cora
- Mark Jeffrey Miller… Harwood
- John Churchill… Patricia's Lover
- Michael Proctor… Hunter
- Le Ann Cheri'… Hot waitress
- Claudia Church… Patricia
- Barbara Weetman… Mail Carrier
- Travis Nicholson… Steve
- Bear Adkisson… Bartender